# نگرش
نگرش یا منش یا ایستار عبارت است از ترکیبی از باور‌ها و هیجان‌هایی که شخص را پیشاپیش آماده می‌کند تا به دیگران، اشیا و گروه‌های مختلف به شیوهٔ مثبت یا منفی نگاه کند. نگرش‌ها ارزیابی از اشیا را خلاصه می‌کنند و در نتیجه پیش‌بینی یا هدایت اعمال یا رفتارهای آینده را بر عهده می‌گیرند.
نگرش را می‌توان بر حسب نظریه‌های یادگیری و رویکرد شناختی تعریف کرد. در هر یک از این نظریه‌ها مفهوم نگرش به گونه ای متفاوت تعریف می‌شود و هر یک از جنبه‌های متفاوت نگرش را مورد تأکید قرار می‌دهد.
گوردون آلپورت(۱۹۳۵) نگرش را چنین تعریف کرده‌است: «نگرش یک حالت آمادگی ذهنی و عصبی است که از طریق تجربه سازمان می‌یابد و بر واکنش فرد نسبت به تمامی موضوع‌ها و موقعیت‌های وابسته به نگرش تأثیر مستقیم و پویا بر جای می‌گذارد».
در این تعریف که عمدتاً بر نظریهٔ یادگیری استوار است تأثیر تجارب گذشته بر سازمان دادن به نگرش‌ها و همچنین نشان دادن واکنش به یک موقعیت (آنگونه که در رویکرد رفتارگرایی مطرح است) مورد توجه قرار گرفته‌است
از سویی کرچ و کراچفیلد (۱۹۴۸) که عمدتاً دیدگاه شناختی داشتند نگرش را اینگونه تعریف کرده‌اند: «نگرش عبارت است از سازمان پایدار فرایندهای انگیزشی، عاطفی، ادراکی و شناختی در ارتباط با برخی از جنبه‌های دنیای فرد». ملاحظه می‌شود که در این تعریف به خاستگاه نگرش اشاره ای نشده و در عوض تجربهٔ ذهنی زمان حال مورد تأکید قرار گرفته‌است
نگرش، دیدگاه یا اعتقاد، در توصیفی دیگر، ابتدایی‌ترین، فراگیرترین و پایه‌ای‌ترین رفتار در زندگیست که موجب پایه‌گذاری سایر رفتارها شده و به عنوان تنها رفتاری که تحت هیچ شرایطی نمی‌تواند تحمیلی باشد، به عنوان نمادی واضح از «اختیار در رفتار» نیز محسوب می‌شود. نگرش شامل دو نوع منطقی و شخصی است که به عنوان ماهیات آن نیز محسوب می‌شوند و در حقیقت نگرش از طریق همین جنبه‌ها موضوعات را مورد بررسی ، انتخاب و تأیید قرار می‌دهد:
الف) نگرش منطقی
نگرشیست که حقانیت آن از نگرش مخالف خود، در مسیر یک مناظره و مخصوصاً دادگاه وجدان به سلامت عبور کرده باشد. در کنار این اصل نیز نگرشی که به سلامت از مسیرهای گفته‌شده عبور نکند، ولی بتواند در کنار نگرش مخالف یا زاویه‌دار با خود به صورت مسالمت‌آمیز و «منعطفانه» زندگی کند (و در عین حال برهم زننده قوانین اجتماعی نباشد)، در هر صورت جدا از هر ماهیتی، «قابل احترام» محسوب می‌شود. ...
نگرش مثبت : شکلی دیگر از نگرش منطقی و حتی مهم‌ترین شکل آن است که نوع مثبت گفته‌شده در آن نیز به عنوان مهم‌ترین شکل منطق، قابلیت محسوب شدن دارد. درواقع هر نگرش، اعتقاد یا برداشت از هر موضوع یا رفتاری، حتی اگر با عقل و منطق عمومی تأیید نشود ولی پیام مثبتی داشته باشد، قطعاً باید منطقی محسوب شود. ...
ب) نگرش شخصی
نگرشیست که از نگرش مخالف یا حتی با کمی زاویه‌دار با خود به سلامت عبور نکرده باشد یا این نگرش را در کنار خود جای ندهد. در کنار این نگرش، نگرشی با عنوان «عمومی» نیز وجود دارد که به لحاظ تعریف فنی، می‌تواند هم تراز با نوع شخصی تعریف شود. ...

## اجزای شکل دهنده نگرش
شناختی: بخش شناختی نگرش به اجزایی مانند باورها، افکار و ویژگی‌هایی که ما به هر موضوعی نسبت می‌دهیم تقسیم می‌شود. بسیاری از مواقع، ویژگی که هر فرد به یک موضوع نسبت می‌دهد به مثبت و منفی تقسیم می‌شود.
عاطفی: احساسات یا عواطفی که نسبت به یک موضوع دارید به این بخش از نگرش ما مربوط است. واکنش‌های عاطفی به شیوه‌های مختلف، نگرش را تحت تأثیر قرار می‌دهند. به‌طور مثال، بسیاری از مردم از عنکبوت ترس دارند؛ بنابراین همین واکنش عاطفی منفی ممکن است که باعث این گردد که شما نگرش منفی نسبت به عنکبوت داشته باشید.
رفتاری: بخش رفتاری نگرش به رفتارهای گذشته و همچنین تجربیات در مورد یک موضوع مرتبط است. ممکن است افراد نگرش فعلی خود را از رفتار قبلی خود برداشت نموده باشند.
خلاصه: نگرش هر فرد از تجربه‌های شخصی نسبت به شرایط مختلف پدید می‌آید که تعیین‌کننده دیدگاه فرد به جهان هستی و خود می‌باشد و همچنین تعیین‌کننده نوع رفتار فرد به شرایط مختلف می‌باشد که با مطالعه، کسب آگهی و تمرین قابل تغییر از حالت منفی به مثبت می‌باشد.

## ویژگیهای نگرش
نگرش دارای سه ویژگی است: نخست آنکه معطوف به یک شیء، شخص، رویداد یا موقعیت است. دوم آنکه نگرش معمولاً جویای ارزش است و سوم آنکه دارای ثبات و دوام قابل توجهی است.